# Herzogtum Ayen

Familienwappen

Das Herzogtum Ayen war ein französisches, in männlicher Linie erbliches Herzogtum (duché-pairie) der Familie de Noailles, das durch Patent vom 12. März 1737 für Louis de Noailles anlässlich seiner Hochzeit errichtet wurde. Inhaber war immer der älteste Sohn des Herzogs von Noailles.

## Comte d’Ayen
1. Henry de Noailles (1554–1621/23), Comte d’Ayen (1592), Sohn von Antoine de Noailles;
2. François de Noailles (1554–1645), Comte d’Ayen (1621/23), dessen Sohn;
3. Henry de Noailles († 1643), Comte d’Ayen, dessen Sohn
4. Antoine de Noailles († 1646), Comte d’Ayen, dessen Bruder
5. Anne de Noailles († 1678), Marquis de Montclar, dann Comte d’Ayen (1646), dann 1. Duc de Noailles, Pair de France (1663), dessen Bruder
6. Anne-Jules de Noailles (1650–1708), Comte d’Ayen, dann 2. Duc de Noailles, Pair de France (1678), Marschall von Frankreich, dessen Sohn
7. Louis Marie de Morailles (1675–1680), Comte d’Ayen, dessen Sohn
8. Louis Paul de Noailles (1676–1683), Comte d’Ayen, dessen Bruder
9. Adrien-Maurice de Noailles (1678–1766), Comte d’Ayen, dann 3. Duc de Noailles, Pair de France (1708), Marschall von Frankreich, dessen Bruder

## Duc d’Ayen
1. 1737–1766: Louis de Noailles (1713–1793), 1. Duc d’Ayen, dann 4. Duc de Noailles (1766), Marschall von Frankreich, dessen Sohn;
2. 1766–1823: Paul-François de Noailles (1739–1824), Militär und Chemiker, 2. Duc d’Ayen und 5. Duc de Noailles (1793), Pair de France (1814), Mitglied der Académie des sciences, dessen Sohn;
3. 1823–1826: Paul de Noailles (1802–1885), Comte de Noailles, 3. Duc d’Ayen, 6. Duc de Noailles (1824), Historiker, Mitglied der Académie française, dessen Großneffe;
4. 1826–1885: Jules Charles Victurnien de Noailles (1826–1895), 4. Duc d’Ayen, dann 7. Duc de Noailles (1885), dessen Sohn;
5. 1885–1895: Adrien Maurice Victurnien Mathieu de Noailles (1869–1953), 5. Duc d’Ayen, dann 8. Duc de Noailles (1895), dessen Sohn;
6. 1895–1945: Jean Maurice Paul Jules de Noailles (1893–1945), 6. Duc d’Ayen, dessen Sohn;
7. 1945–1953: François Agénor Alexandre Hélie de Noailles (1905–2009), Marquis de Noailles, 7. Duc d’Ayen, dann 9. Duc de Noailles (1953), dessen Vetter;
8. 1953–2009: Hélie de Noailles (* 1943, Comte de Noailles, dann 8. Duc d’Ayen, dann 10. Duc de Noailles (2009)), dessen Sohn;
9. seit 2009: Emmanuel Paul Louis Marie de Noailles (* 1983), 9. Duc d’Ayen, dessen Sohn;